# Classe Fremantle
La classe Fremantle était une classe de patrouilleurs côtiers exploités par la Royal Australian Navy (RAN) de 1979 à 2007. Conçue par le constructeur naval britannique Brooke Marine et construite en Australie par NQEA, la classe Fremantle était plus grande, plus puissante et plus performante que la classe Attack précédente, et les deux principales bases de patrouilleurs nécessitaient des mises à niveau de leurs infrastructures pour les soutenir. Bien que jusqu’à trente navires aient été prévus, seulement quinze ont été commandés et construits, avec une option non exercée pour cinq autres.
Leur retrait a été annoncé en 2001 et un calendrier de démantèlement a été publié en 2004. À partir de mai 2005, ils ont été remplacés par les patrouilleurs de classe Armidale, les deux derniers patrouilleurs de classe Fremantle ayant été mis hors service en mai 2007. La plupart des navires de la classe ont été mis au rebut. Deux ont été conservés comme navires musées. La classe Fremantle est également apparue dans deux séries télévisées dramatiques basées sur la Royal Australian Navy.

## Planification et développement
Le concept de la classe Fremantle a commencé entre 1967 et 1969, lorsque les patrouilleurs de la classe Attack sont entrés en service, et que des pistes d’amélioration ont été identifées. En septembre 1970, la RAN annonça son intention de construire dix nouveaux patrouilleurs, qui opéreraient en tandem avec la classe Attack et remplaceraient deux navires à usage général. Ces nouveaux navires devaient entrer en service entre 1976 et 1980. Le nombre de navires à construire a fluctué, culminant à trente navires (16 pour la RAN, 4 pour la Royal Australian Naval Reserve et 10 pour la marine de Papouasie-Nouvelle-Guinée), et s’est établi à quinze.
Des plans d’acquisition ont été annoncés en avril 1975, avec onze constructeurs navals ayant soumis des offres, dont deux ont été présélectionnés en 1976 : Brooke Marine en Angleterre et Lürssen Werft en Allemagne de l'Ouest. Brooke Marine a remporté le contrat de conception et de production du navire de tête, et NQEA a signé un contrat pour la construction des quatorze autres navires. Il était possible d’opter pour cinq navires supplémentaires, mais ils ont été mis en attente pour une durée indéterminée en 1982,. Il y avait un plan d’acquisition séparé pour six navires d'une variante armée de missiles, mais il a été suspendu en raison du manque de financement disponible et de la conviction que de tels navires pourraient être construits à court préavis si nécessaire.

## Conception et construction
La conception de la classe Fremantle nécessitait des navires dotés d’une meilleure tenue à la mer, ainsi que d’équipements et d’armes plus modernes que ceux de la classe Attack. Les navires de classe Fremantle avaient un déplacement de 220 tonnes à pleine charge, mesuraient 41,9 mètres de longueur hors tout, ils avaient une largeur de 7,39 mètres, et un tirant d'eau maximal de 1,75 mètre. Les navires de classe Fremantle étaient 28% plus longs et 50% plus lourds que leurs prédécesseurs. Lors des essais en mer, il a été révélé que les navires de classe Fremantle dépassaient de 20 tonnes la limite contractuelle. Leur propulsion principale se composait de deux moteurs Diesel de la série MTU 538, qui fournissaient une puissance de 3200 chevaux (2400 kW) aux deux arbres d'hélice. Ils disposaient également d’une APU (groupe auxiliaire de puissance) qui a été installée dans le but d’économiser du carburant pendant les patrouilles, composée d’un moteur de propulsion auxiliaire Dorman 12 cylindres. Ces moteurs ont été retirés plus tard car ils se sont avérés inefficaces par rapport aux deux moteurs principaux. L’échappement n’était pas expulsé par une cheminée, comme sur la plupart des navires, mais par des évents sous la ligne de flottaison. Les patrouilleurs pouvaient atteindre une vitesse maximale de 30 nœuds (56 km/h) et avaient une autonomie maximale de 5000 milles marins (9300 km) à 5 nœuds (9,3 km/h). L’équipage se composait de 22 personnes. Chaque patrouilleur était armé d’un seul canon Bofors 40 mm L/60 monté à l’avant comme armement principal, complété par deux mitrailleuses Browning M2 de calibre .50 et un mortier de 81 mm,, mais le mortier a été retiré de tous les navires à la fin des années 1990. À l’origine, l’arme principale devait être constituée de deux canons de 30 mm sur un affût double, mais les Bofors reconditionnés ont été sélectionnés pour réduire les coûts. Des dispositions ont été prises pour installer un armement amélioré plus tard dans la carrière de la classe, mais cela ne s’est pas produit,.
Au début du programme de construction, il a été mis en évidence que les deux principales bases de patrouilleurs, le HMAS Cairns à Cairns, dans le Queensland, et le HMAS Coonawarra à Darwin, dans le Territoire du Nord, n’étaient pas capables d’accueillir des navires de cette taille en permanence. Cela a entraîné une mise à niveau des infrastructures, d’un coût de 10 millions de dollars pour les deux bases, mise à niveau qui a été achevée en 1981 et 1982 respectivement. Cela comprenait des installations modernes de maintenance, de logistique et d’administration dans les deux bases, ainsi que l’installation d’un ascenseur à bateaux Syncrolift à HMAS Coonawarra.

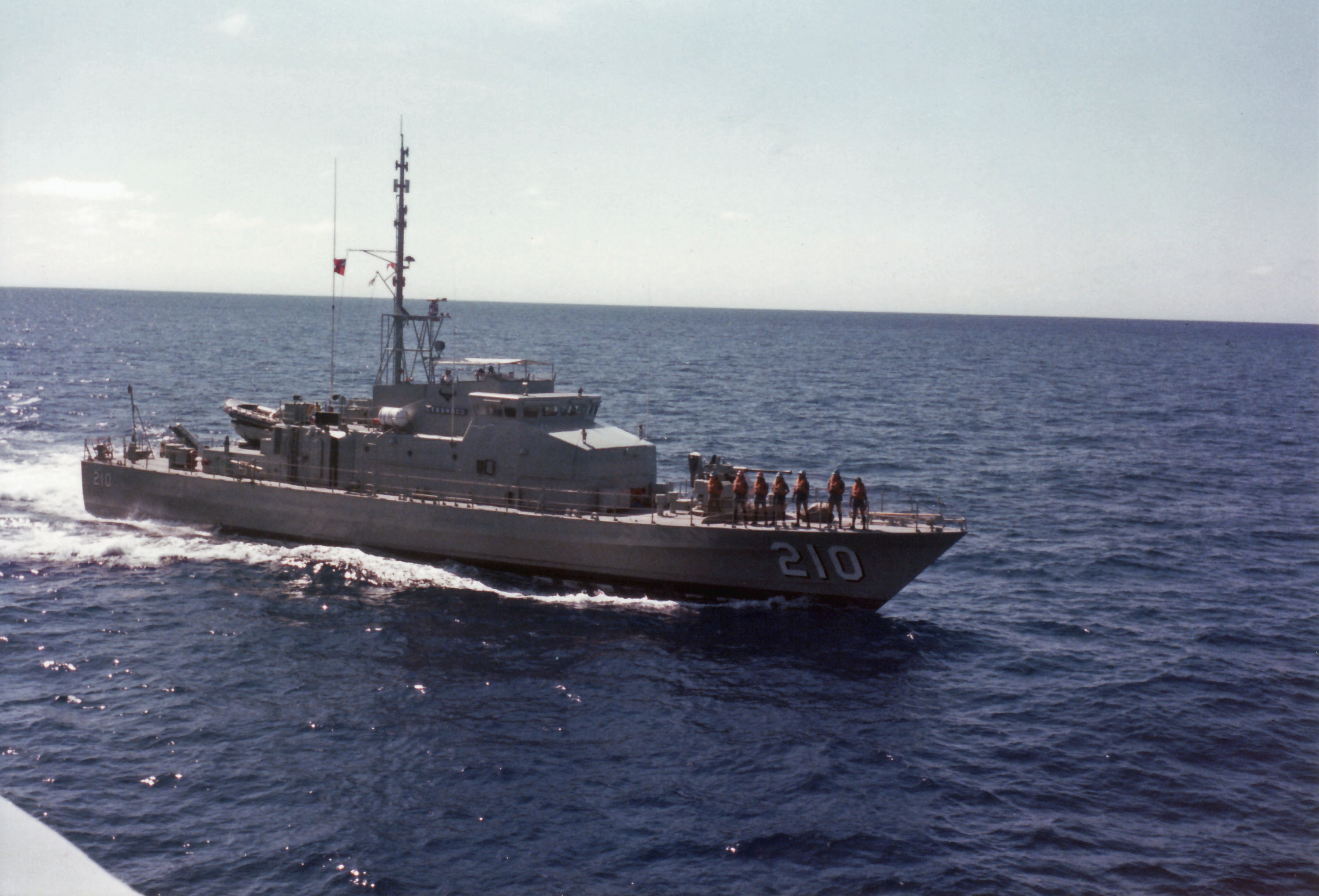
Le HMAS Cessnock en route au milieu des années 1980

La construction du HMAS Fremantle a commencé en octobre 1977. Il a été lancé le 16 février 1979 et mis en service le 17 mars 1980. Au cours de ses essais en mer, le HMAS Fremantle s’est distingué pour avoir localisé et secouru un marin britannique tombé par-dessus bord d’un chalutier commercial à la suite de sa collision avec un pétrolier ravitailleur. La construction du premier navire de construction australienne, le HMAS Warrnambool, a commencé en septembre 1978. Il a été lancé le 25 octobre 1980 et mis en service le 14 mars 1981. Le dernier navire de la classe, le HMAS Bunbury, a été mis en service le 15 décembre 1984. Les navires construits en Australie ont été construits selon une méthode de chaîne de montage. Les coques étaient construites à l’envers, de la quille jusqu’au deuxième pont le plus élevé, puis retournées et construites jusqu’au sommet de la coque. Après cela, la superstructure, qui avait été fabriquée en même temps, était soudée sur la coque. La construction de la classe Fremantle (y compris la mise à niveau des deux bases navales) a coûté 150 millions de dollars. Les quinze navires ont été nommés en l’honneur de corvettes de classe Bathurst.

## Historique opérationnel
Le premier navire de la classe, le HMAS Fremantle, , est arrivé en Australie le 27 août 1980, après un voyage de 82 jours et 14509 milles marins (26871 km). NQEA a construit trois patrouilleurs en 1981 et 1982, et quatre en 1983 et 1984. À la fin de 1984, quatre navires de classe Fremantle étaient basés au HMAS Coonawarra, au HMAS Cairns et à la Fleet Base East, deux au HMAS Stirling et un au HMAS Cerberus. Toujours en 1984, tous les membres de la classe Attack avaient quitté le service actif, beaucoup étant transférés à la réserve de la RAN ou à la marine indonésienne.
Le 31 mai 1985, le Wollongong s’est échoué sur des rochers sur l’île Gabo, causant d’importants dommages au navire. Il a été réparé par le constructeur et remis en service à la fin de 1986.
À partir de mai 2005, les navires de classe Fremantle sont remplacés en service par les quatorze patrouilleurs de la classe Armidale. À la fin de l’année 2006, le HMAS Wollongong, désarmé, est resté au HMAS Waterhen à Waverton, Sydney, pour servir de décor à la série dramatique Sea Patrol. Les deux derniers navires, le Townsville et le Ipswich, ont été désarmés lors d’une cérémonie conjointe le 11 mai 2007.

## Destin

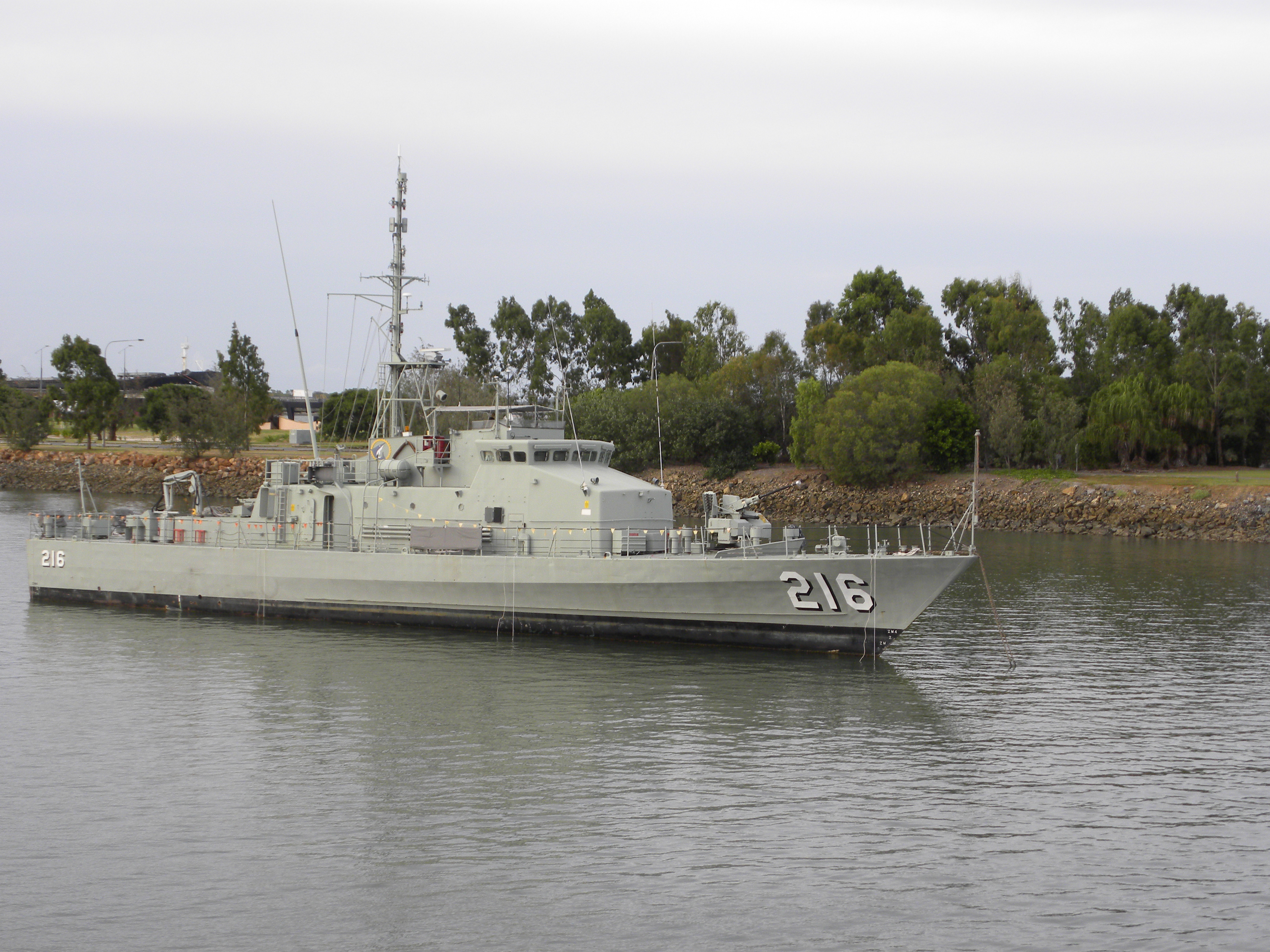
Le HMAS Gladstone en 2010, en attente de préservation dans la ville du même nom

En 2006 et 2007, la plupart des navires de classe Fremantle ont été démantelés pour être mis à la ferraille à Darwin, pour un coût compris entre 400000 et 450000 dollars chacun pour le gouvernement australien. Au total, 11 exemplaires de la classe ont été démantelés à Darwin, bien que les moteurs MTU aient été récupérés et vendus sur le marché, et certains équipements de grande valeur ont également été récupérés. Les exceptions étaient :
- le HMAS Wollongong, qui a été mis au rebut à Port Macquarie ;
- le HMAS Townsville, offert à la Townsville Maritime Historical Society pour être préservé en tant que navire-musée ;
- et le Gladstone, offert au Gladstone Maritime Museum pour préservation[13],[15].

## La classe Fremantle dans la fiction

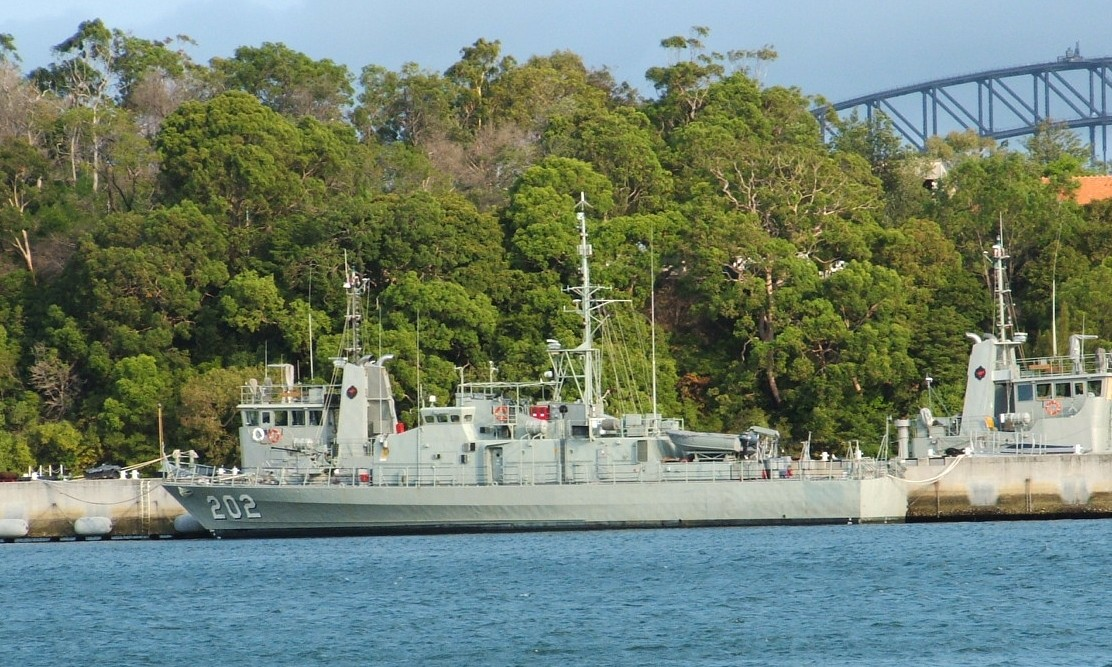
Le HMAS Hammersley à quai au HMAS Waterhen

Le navire fictif HMAS Defiance, interprété par les Launceston, Townsville, Warrnambool, Whyalla et Wollongong, était présenté dans la deuxième saison de la série télévisée Patrol Boat de l’Australian Broadcasting Corporation.
Le HMAS Hammersley (navire fictif également) est le décor de la première saison de la série télévisée dramatique Sea Patrol de Channel Nine, diffusée en 2007. Ce navire a été représenté par les HMAS Wollongong et Ipswich. Un deuxième patrouilleur fictif, le HMAS Kingston, apparaît également dans la série. À partir de la deuxième saison, un bateau de classe Armidale est utilisé.

## Navires
| Pennant number | Nom         | Pose de la quille | Lancement         | Mise en service  | Mise hors service |
| -------------- | ----------- | ----------------- | ----------------- | ---------------- | ----------------- |
| FCPB 203       | Fremantle   | 11 novembre 1977  | 15 février 1979   | 17 mars 1980     | 11 août 2006      |
| FCPB 204       | Warrnambool | 30 septembre 1978 | 25 octobre 1980   | 14 mars 1981     | 29 novembre 2005  |
| FCPB 205       | Townsville  | 5 mars 1979       | 16 mai 1981       | 18 juillet 1981  | 11 mai 2007       |
| FCPB 206       | Wollongong  | 23 juillet 1979   | 17 octobre 1981   | 28 novembre 1981 | 11 février 2006   |
| FCPB 207       | Launceston  | 29 mars 1980      | 23 janvier 1982   | 1 mars 1982      | 8 septembre 2006  |
| FCPB 208       | Whyalla     | 13 juillet 1980   | 22 mai 1982       | 3 juillet 1982   | 2 septembre 2005  |
| FCPB 209       | Ipswich     | 29 octobre 1980   | 25 septembre 1982 | 13 novembre 1982 | 11 mai 2007       |
| FCPB 210       | Cessnock    | 9 mars 1981       | 15 janvier 1983   | 5 mars 1983      | 23 juin 2005      |
| FCPB 211       | Bendigo     | 21 septembre 1981 | 9 avril 1983      | 28 mai 1983      | 9 septembre 2006  |
| FCPB 212       | Gawler      | 18 janvier 1982   | 9 juillet 1983    | 27 August 1983   | 8 juillet 2006    |
| FCPB 213       | Geraldton   | 3 mai 1982        | 22 octobre 1983   | 10 décembre 1983 | 7 octobre 2006    |
| FCPB 214       | Dubbo       | 9 août 1982       | 21 janvier 1984   | 10 mars 1984     | 2 février 2007    |
| FCPB 215       | Geelong     | 15 novembre 1982  | 14 avril 1984     | 2 juin 1984      | 8 juillet 2006    |
| FCPB 216       | Gladstone   | 7 mars 1983       | 28 juillet 1984   | 8 septembre 1984 | 13 mars 2007      |
| FCPB 217       | Bunbury     | 13 juin 1983      | 3 novembre 1984   | 15 décembre 1984 | 11 février 2006   |